# Sokołówek (Mazovie)
Pour les articles homonymes, voir Sokołówek.

Sokołówek (prononciation : [sɔkɔˈwuvɛk]) est un village polonais de la gmina de Dąbrówka dans le powiat de Wołomin de la voïvodie de Mazovie dans le centre-est de la Pologne.
Il est situé à environ 8 kilomètres l'ouest de Dąbrówka, 21 kilomètres au nord de Wołomin (siège du powiat) et 40 kilomètres au nord-est de Varsovie (capitale de la Pologne).

## Histoire
De 1975 à 1998, le village appartenait administrativement à la voïvodie d'Ostrołęka.